# Filippo Acciaiuoli (bisbe)
Filippo Acciaiuoli fou un noble florentí, fill d'Ottaviano Acciaiuoli de la família dels Acciaiuoli, dedicat a la vida eclesiàstica que va ostentar els següents càrrecs principals:
- Protonotari apostòlic 1723
- Llegat del Papa a Ravenna 1724
- Governador de Città di Castello 1728
- Arquebisbe de Petra 1743-1763
- Nunci a Suïssa 1744
- Nunci a Portugal 1754 (expulsat pel marquès de Pombal el 1761)
- Cardenal el 1759
- Cardenal prelat 1761
- Bisbe (amb títol d'arquebisbe) d'Ancona i Numana 1763

Va morir a Ancona el 24 de juliol de 1766